# Tommie Hoban
Pour les articles homonymes, voir Hoban.
Thomas Michael Hoban, né le 24 janvier 1994 à Walthamstow, en Angleterre, est un ancien footballeur irlandais. Il jouait au poste de défenseur central.

## Biographie
Il fait ses débuts pour Watford le 7 mai 2011, lors d'un match contre Preston North End.
Le 26 août 2016, il est prêté à Blackburn Rovers
Le 25 juillet 2018, il est prêté à Aberdeen.
Le 1er juillet 2021, il rejoint Crewe Alexandra.

## Palmarès
- Watford
  - Championship (deuxième division)
    - Vice-champion : 2015